# یون پنتسورو
یون پنتسورو (انگلیسی: Ion Panțuru؛ ۱۱ سپتامبر ۱۹۳۴ – ۱۷ ژانویهٔ ۲۰۱۶) ورزشکار بابسلد اهل رومانی بود.
وی در مسابقات کشوری و بین‌المللی در مجموع برندهٔ ۱ مدال نقره، ۲ مدال برنز شده‌است.